# Маурино (Вашкинский район)
Маурино — деревня в Вашкинском районе Вологодской области. Входит в состав Киснемского сельского поселения, с точки зрения административно-территориального деления — в Киснемский сельсовет.

## Название
Существует версия, что топонимы с основой Маур- — мерянского происхождения.

## География
Расстояние по автодороге до районного центра Липина Бора — 22,5 км, до центра муниципального образования села Троицкое — 8 км. Ближайшие населённые пункты — Васильево, Мякишево, Подгорская, Поздино, Сухарево.

## Население
По данным переписи в 2002 году постоянного населения не было.